# Eulenberge
Das Naturschutzgebiet Eulenberge ist ein Naturschutzgebiet im Landkreis Uckermark in Brandenburg.

## Lage
Es erstreckt sich zwischen Potzlow, einem Ortsteil der Gemeinde Oberuckersee im Norden, Kaakstedt, einem Ortsteil der Gemeinde Gerswalde im Südwesten und Flieth, einem Ortsteil der Gemeinde Flieth-Stegelitz im Südosten. Am südlichen Rand verläuft die Landesstraße L 24. Das 16 ha große Gebiet, in dem diese Seen liegen: Großer Potzlowsee, Krummer See, Plötzensee und Wrietzensee, steht seit dem 1. Oktober 1990 unter Naturschutz. Es gehört zum Biosphärenreservat Schorfheide-Chorin.